# 교황 심플리치오
교황 심플리치오(라틴어: Simplicius PP., 이탈리아어: Papa Simplicio)는 제47대 교황(재위: 468년 3월 3일 - 483년 3월 10일)이다. 사후 성인으로 시성되었으며, 축일은 3월 10일이다.
《교황 연대표》에 의하면, 심플리치오는 카스티누스의 아들로서 티볼리 태생이다. 그에 대한 정보는 대부분 《교황 연대표》에 기인한다.
심플리치오는 교황으로 재위하면서 야만족의 잦은 침입 및 약탈로부터 이탈리아 주민들을 지키기 위해 부던히 노력하는 등 어려운 시기를 보냈다. 476년 서로마 제국의 마지막 황제 로물루스 아우구스투스는 헤룰리족의 추장이자 로마 용병의 대장이 된 오도아케르에 의해 폐위당하여 나폴리로 쫓겨나고 제국의 깃발은 유명무실한 동로마 제국 밑에서 새로이 이탈리아의 통치자가 된 오도아케르의 지배를 받게 되었다. 로마의 주인이 새로 바뀌기는 했지만, 변화는 거의 일어나지 않았다. 왜냐하면 교황 심플리치오가 로마의 민심을 확실하게 장악하고 있었기 때문이다. 심플리치오는 서유럽에서 로마의 권위를 유지하고자 애썼다. 한편, 서로마 제국이 멸망하자 서유럽 도처에서 야만족의 왕국들이 세워지기 시작했다. 교회와 신생 왕국들의 관계는 대체로 좋았으나, 히스파니아 지역 교회는 아리우스주의를 추종하는 서고트족에 의해 박해를 받았으며, 아프리카 지역 교회도 역시 아리우스주의를 추종하는 반달족에 의해 박해를 받았다.
또한, 심플리치오는 동정녀이자 순교자인 성녀 비비안나를 기리기 위해 그녀의 이름을 딴 성당을 세우도록 지시하는 한편, 로마 시내의 몇몇 공공건물들을 성당 용도로 바꾸어 사용하도록 지시하였다.
한편, 콘스탄티노폴리스 총대주교 아카키우스는 칼케돈 공의회의 결정사항 28항에 대한 교황 심플리치오의 승인을 받기 위해 노력했으나, 실패하고 말았다. 한때 단성설자들은 중요한 교구, 즉 알렉산드리아, 예루살렘, 안티오키아 등에서 지지를 얻고 있었다.
비잔티움 제국의 바실리스쿠스 황제가 정통파와 단성론파를 화해시키기 위하여 발표한 칙서는 칼케돈 공의회와 교황 레오 1세의 교의서한을 거부하는 내용을 담고 있었다. 한편 아카키우스는 바실리스쿠스에 대한 두려움과 문제가 되는 칼케돈 공의회의 28항에 결사적으로 반대하는 심플리치오의 태도를 싫어하여 바실리스쿠스에게 단성설 논쟁 사건의 전모를 알리지 않았다. 심플리치오는 바실리스쿠스와 아카키우스에게 동시에 서한을 보내어 단성성을 추종하는 티모테오 앨루루스가 정통파인 티모테오 살로파치올로스를 내쫓고 다시 알렉산드리아 총대주교직에 복귀한 소식을 전하며, 조치를 취할 것을 요청하였다.
한편 제논 황제가 바실리스쿠스를 내쫓고 다시 권좌에 복귀하자 칼케돈 공의회의 정통성이 드러나리라는 기대가 있었다. 심플리치오는 티모테오 앨루루스를 알렉산드리아 총대주교직에서 사임시켜 추방한다는 황제의 칙서를 받아냈다. 하지만 칙서에는 동시에 그의 후임자로 똑같은 단성론자였던 베드로 몬구스로 결정되었다는 내용도 있었다. 심플리치오는 몬구스마저 총대주교직에서 물러나게 한 다음에 티모테오 살로파치올로스를 다시 복직시키게 하였지만, 황제나 콘스탄티노폴리스 총대주교의 지지를 얻지 못하였다. 제논과 아카키우스 둘 다 교회 내의 화해를 원하고 있었기 때문에, 482년 황제의 칙령으로 《헤노티콘》을 반포하였다. 그것은 겉보기에는 정통적인 것으로 보였으나 실제로는 핵심을 회피하고 있었으니 사실 칼케돈 공의회와 교황 레오 1세의 교의서한에 대해서는 침묵을 지키고 있었다. 당시 심플리치오는 중병에 걸려 있었기 때문에 《헤노티콘》에 대해 어떠한 조치도 취하지 못하였다.
심플리치오는 483년 3월 10일에 선종하였으며, 이날이 그의 축일로 지정되었다.

## 같이 보기
- 교황 목록